# Зламаний Бог
«Зламаний бог» (англ. The Broken God) — науково-фантастичний роман  Девіда Зінделла, опублікований у 1992 році. Друга частина тетралогії «Реквієм за Homo Sapiens». Розповідає історію про юнака на ім'я Данло, сина Меллорі Рінгесса, головного героя попередньої частини.

## Сюжет
Історія починається на планеті, де розташований Невернес, в найближчій до міста стоянці племені девакі, що належать до народу алалоїв. Цей народ виник в результаті генетичної модифікації в стародавні (по відношенню до описуваних у книзі) часи. До часу свого посвячення у повноправні члени племені Данло та все плем'я девак таємничим чином гине в результаті смертельної епідемії. залившим  живими  тільки сам Данло і його дід — Леопольд Солі, який і проводить церемонію посвідчення. Після цього Данло вирушає в Невернесс назустріч своїй долі. Пройшовши через коливання і сумніви, він вибирає шлях свого батька — надходження в орден, щоб навчитися на пілота.

## Рецензії
- Рецензія на «Зламаний бог» (англ.) [Архівовано 27 вересня 2007 у Wayback Machine.]